# Älvestasjön
Älvestasjön är en sjö i Katrineholms kommun i Södermanland och ingår i Nyköpingsåns huvudavrinningsområde. Sjön är 4 meter djup, har en yta på 0,782 kvadratkilometer och befinner sig 20 meter över havet. Sjön avvattnas av vattendraget Hedenlundaån.

## Delavrinningsområde
Älvestasjön ingår i det delavrinningsområde (654407-153926) som SMHI kallar för Utloppet av Älvestasjön. Medelhöjden är 36 meter över havet och ytan är 6,35 kvadratkilometer. Räknas de 32 avrinningsområdena uppströms in blir den ackumulerade arean 376,56 kvadratkilometer. Hedenlundaån som avvattnar avrinningsområdet har biflödesordning 3, vilket innebär att vattnet flödar genom totalt 3 vattendrag innan det når havet efter 58 kilometer. Avrinningsområdet består mestadels av skog (39 procent), öppen mark (14 procent) och jordbruk (32 procent). Avrinningsområdet har 0,77 kvadratkilometer vattenytor vilket ger det en sjöprocent på 12,1 procent.